# Wilburgstetten
Wilburgstetten (bis 1875 Willburgstetten) ist eine Gemeinde im Landkreis Ansbach in Mittelfranken und zählt zur Metropolregion Nürnberg.

## Geographie

### Lage

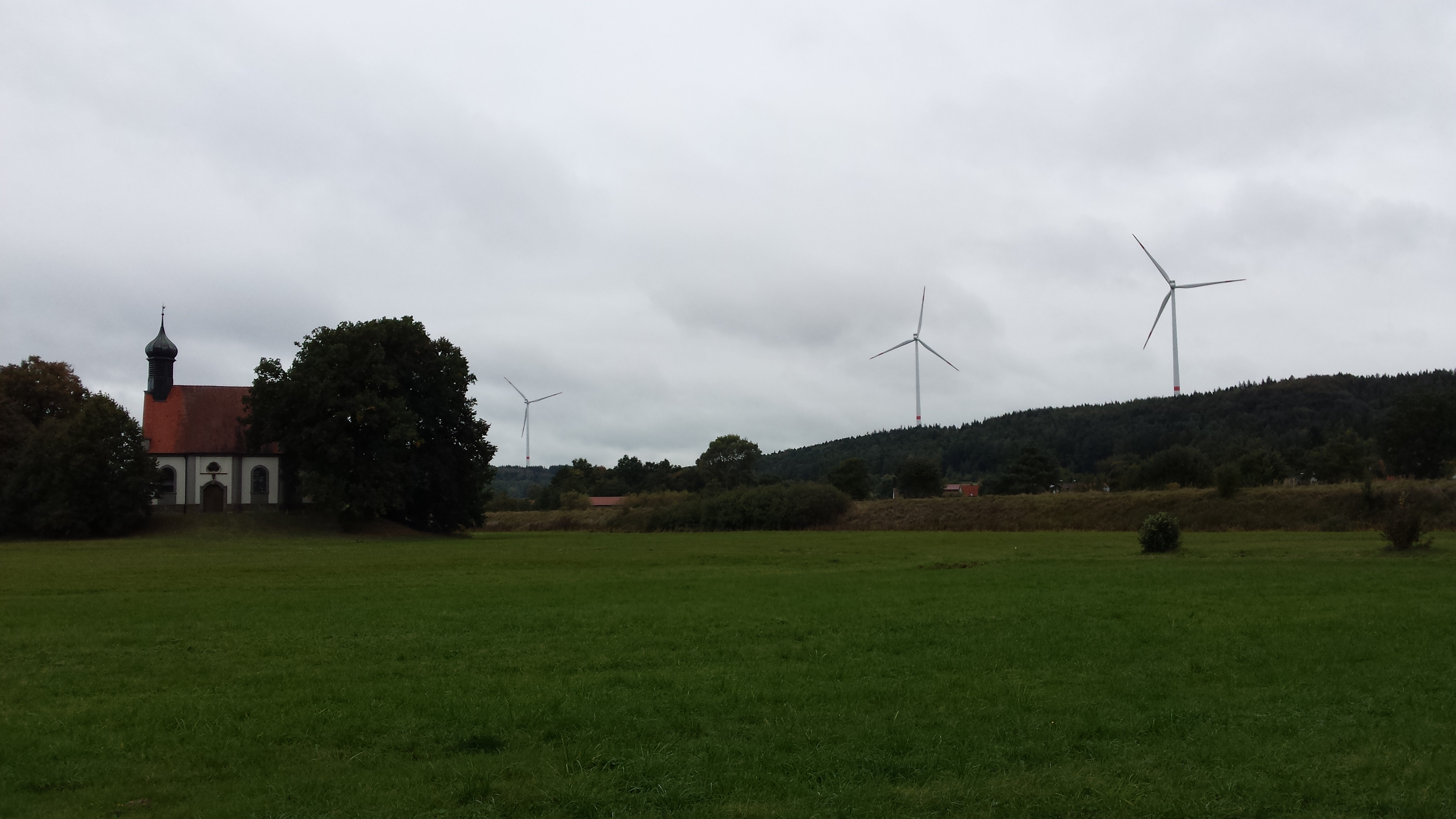
Heilig-Kreuz-Kapelle Anfang Oktober 2016

Die Gemeinde Wilburgstetten liegt an der Mündung der Rotach in die mittlere Wörnitz. Durch sie führt die von Würzburg, Rothenburg ob der Tauber und Feuchtwangen im Norden kommende Romantische Straße, die dann nach Nördlingen weiterläuft.
Nachbargemeinden sind (von Norden beginnend im Uhrzeigersinn): Wittelshofen, Weiltingen, Fremdingen, Tannhausen, Stödtlen, Mönchsroth und Dinkelsbühl.

### Gemeindegliederung

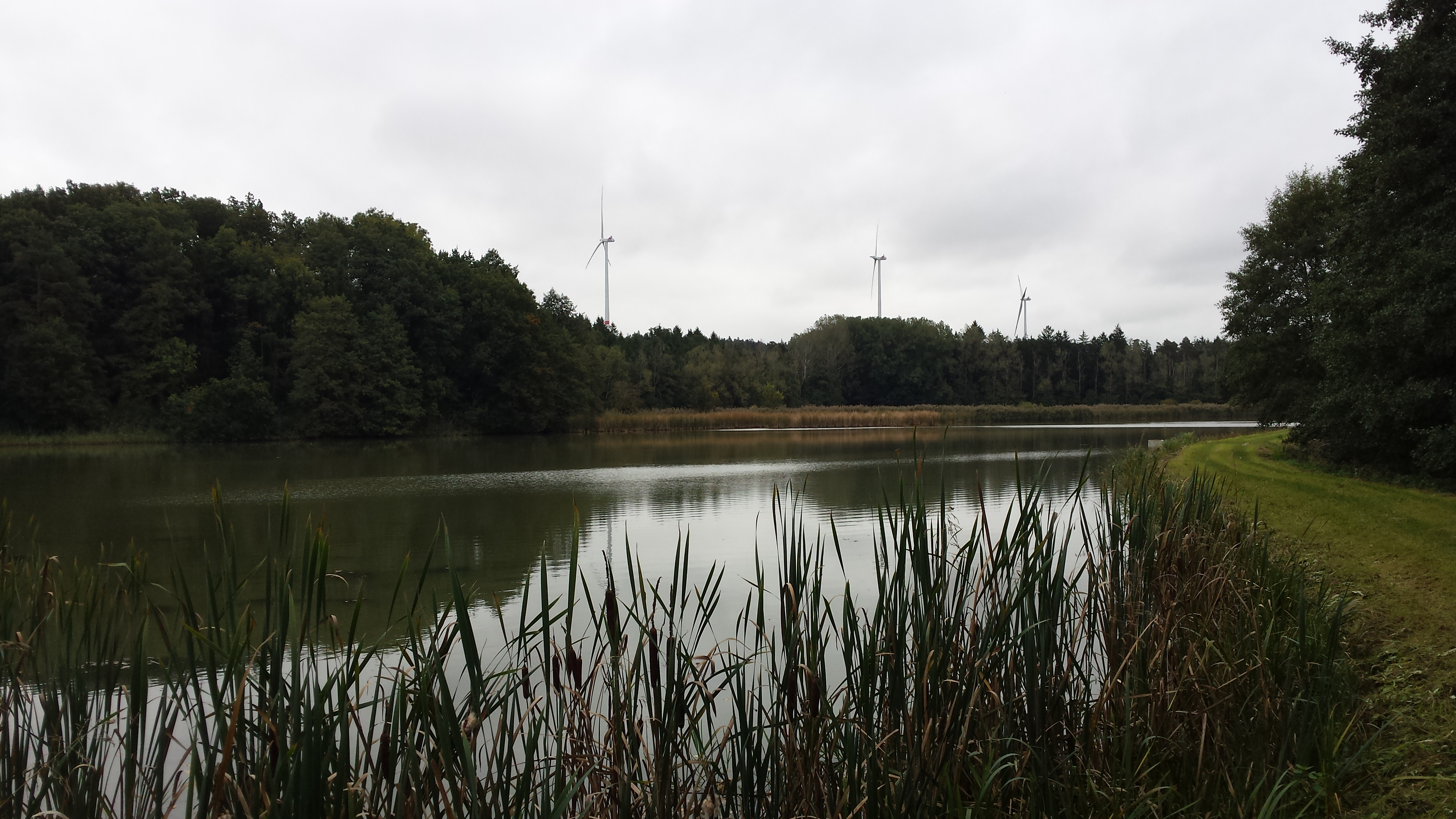
Weiher zwischen den Gemeindeteilen Walkhof und Brennhof

Die Gemeinde hat 17 Gemeindeteile (in Klammern ist der Siedlungstyp angegeben):
- Beermühle (Einöde)
- Brennhof (Weiler)
- Burgstallhof (Einöde)
- Gramstetterhof (Weiler)
- Greiselbach (Pfarrdorf)
- Höllmühle (Weiler)
- Knittelsbach (Dorf)
- Neumühle (Einöde)
- Neuölmühle (Einöde)
- Rühlingstetten (Pfarrdorf)
- Villersbronn (Kirchdorf)
- Walkhof (Einöde)
- Walkmühle (Weiler)
- Welchenholz (Dorf)
- Wilburgstetten (Pfarrdorf)
- Wittenbach (Dorf)
- Wolfsbühl (Dorf)

Für den nördlich der Wörnitz gelegenen Teil von Wilburgstetten ist auch die Bezeichnung Limburg gebräuchlich.
Es gibt auf dem Gemeindegebiet die Gemarkungen Greiselbach, Knittelsbach, Rühlingstetten, Wilburgstetten und Wittenbach. Die Gemarkung Wilburgstetten hat eine Fläche von 10,147 km². Sie ist in 1970 Flurstücke aufgeteilt, die eine durchschnittliche Fläche von 5150,86 m² haben. In ihr liegen neben dem namensgebenden Ort die Gemeindeteile Höllmühle, Neumühle, Neuölmühle, Villersbronn, Welchenholz und Wolfsbühl.

## Geschichte

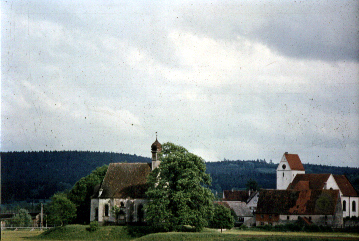
Wilburgstetten im Jahr 2004

### Bis zur Gemeindegründung
Das Gebiet um Wilburgstetten war schon in sehr früher Zeit eine Siedlungsstätte. 1931 wurde bei Schachtarbeiten westlich der B 25 ein vorgeschichtliches Sitzgrab gefunden, welches von Experten in die Zeit um 2000 vor Christus datiert wird. Die Römer zogen ihren Grenzwall, den Limes, im Süden von Wilburgstetten. Er durchzieht Wilburgstetten von Westen (Baden-Württemberg, Höllmühle/Höllweiher) her kommend, (in ungefährer Lage der südlichen Einfahrweiche des Bahnhofs) nach Osten führend, im südlichen Ortsbereich. An der B 25 (Romantische Straße, Abschnitt Nördlingen-Dinkelsbühl) steht im Ort ein Limesgedenkstein von 1861, den König Max II. hier errichten ließ. Teile der römischen Befestigungsanlage sind bis heute sichtbar und werden im Volksmund als „Teufelsmauer“ bezeichnet.
Im Mittelalter lag Wilburgstetten im Gebiet der Grafen von Oettingen. Ab 1261 existierte ein eigenständiger Wilburgstettner Ortsadel: die Familie von Rechenberg. Sie waren Truchsesse des oben genannten Grafen von Oettingen und wohnten auf der Feste Limburg nach der sie sich Truchseß von Limburg nannten. Ein weiterer Zweig der Rechenberger besaß die Burg Wilburg inmitten des Dorfes und nannte sich dach dem Ort Truchseß von Wilburgstetten. Die Wilburg ist die Namensgeberin der Gemeinde.
Die ersten Ansiedlungen entstanden im Umfeld der beiden Festungen diesseits und jenseits des Flusses. Die Burgen sicherten dabei den Übergang der alten Reichsstraße von Dinkelsbühl über die Wörnitz nach Nördlingen und weiter nach Süden. 1311 wurde der Ort als „Wilburcsteten“ erstmals urkundlich erwähnt. Das Bestimmungswort des Ortsnamens ist der weibliche Personenname Wilburg.
Von 1431 bis 1805 stand Wilburgstetten unter maßgeblichem Einfluss der Reichsstadt Dinkelsbühl, die nach Aussterben des Ortsadels Grund- und Patronatsherrin Wilburgstettens wurde und deren Wappen noch heute den Giebel des Wilburgstettener Pfarrhauses ziert. Dinkelsbühl besaß auch das Zollrecht an der Wörnitzbrücke. Bei Überfahrung der Brücke von Wilburgstetten waren Gespannmaut und Warenzoll fällig. Von Juden verlangte man eine Mautgebühr schon allein für das Überschreiten zu Fuß.
Das Hochgericht sowie die Dorf- und Gemeindeherrschaft und Grundherrschaft über alle Anwesen hatte
die Reichsstadt Dinkelsbühl. Außer Etters war das Hochgericht strittig zwischen der Reichsstadt Dinkelsbühl, dem oettingen-spielbergischen Oberamt Mönchsroth und dem ansbachischen Oberamt Wassertrüdingen. Gegen Ende des 18. Jahrhunderts bestand Wilburgstetten aus 55 Anwesen. Die grundherrlichen Ansprüche waren mittelbar für
- die katholische Kirchenpflege (2 halbe Güter),
- die Ratsamtspflege (1 Mühle, 1 Zweidrittelschafhof, 1 Drittelschafhof, 6 Güter, 4 halbe Güter, 4 Halbhäuser),
- die Reichsalmosenpflege (1 Mühle, 1 Wirtschaft mit Braurecht, 1 Hofgut, 17 Güter, 1 Gut mit Schmiederecht, 2 halbe Güter, 1 Gütlein),
- die Siechenpflege (1 Hofgut, 8 Güter),
- die Kirche Wilburgstetten (2 Güter, 1 Haus).

Außerdem gab es eine Pfarrkirche, die Heilig-Kreuzkapelle, die Straßenkapelle, ein Pfarrhaus, ein Schul- und Mesnerhaus und ein Gemeindehirtenhaus und ein Schafhaus. Es gab zu dieser Zeit 44 Untertansfamilien.
1810 kam Wilburgstetten an das Königreich Bayern. Mit dem Gemeindeedikt wurde 1811 der Steuerdistrikt Wilburgstetten gebildet, zu dem Greiselbach, Höllmühle und Neuölmühle gehörten. Im selben Jahr entstand mit der Höll- und Neuölmühle und Wolfsbühl die Ruralgemeinde Wilburgstetten. Sie war in Verwaltung und Gerichtsbarkeit dem Landgericht Nördlingen zugeordnet und in der Finanzverwaltung dem Rentamt Nördlingen (seit 1813 Rentamt Oettingen). Ab 1831 gehörte Wilburgstetten zum Landgericht Dinkelsbühl und ab 1832 zum Rentamt Dinkelsbühl (1919 in Finanzamt Dinkelsbühl umbenannt, seit 1973 Finanzamt Ansbach). Die Verwaltung übernahm 1862 das neu geschaffene Bezirksamt Dinkelsbühl (1939 in Landkreis Dinkelsbühl umbenannt). Die Gerichtsbarkeit blieb beim Landgericht Dinkelsbühl (1879 in das Amtsgericht Dinkelsbühl umgewandelt, das seit 1973 eine Zweigstelle des Amtsgerichtes Ansbach ist). Die Gemeinde hatte 1964 eine Gebietsfläche von 5,531 km². Mit der Auflösung des Landkreises Dinkelsbühl im Jahr 1972 kam Wilburgstetten an den Landkreis Ansbach.

### 20. Jahrhundert
Im 20. Jahrhundert dehnte sich das Wilburgstettener Siedlungsgebiet kräftig nach Süden hin aus. Heute gilt das Dorf an der Wörnitz als Kleinzentrum mit über 2100 Einwohnern und – angesichts der Dorfgröße – beachtlichen 900 Arbeitsplätzen.
1847 wird ein neues Schulhaus gebaut, es dient nach seiner Schulära bis 1974 als Kindergarten.
Ein neues Schulhaus wird 1929 gebaut, seit 1966 bis heute dient es als Rathaus.

### Eingemeindungen
| Ehemalige Gemeinde | Einwohner (1970) | Datum          | Anmerkung                                                                                     |
| ------------------ | ---------------- | -------------- | --------------------------------------------------------------------------------------------- |
| Greiselbach        | 194              | 1. April 1971  |                                                                                               |
| Illenschwang       | 434              | 1. Juli 1972   | Eingliederung von 181 der 434 Einwohner, Umgliederung der anderen Einwohner nach Wittelshofen |
| Knittelsbach       | 313              | 1. April 1971  | Eingliederung von 65 der 313 Einwohner, Umgliederung der anderen Einwohner nach Dinkelsbühl   |
| Rühlingstetten     | 144              | 1. Mai 1978    |                                                                                               |
| Wittenbach         | 232              | 1. Januar 1971 |                                                                                               |

### Einwohnerentwicklung
Im Zeitraum 1988 bis 2018 stieg die Einwohnerzahl von 1980 auf 2199 um 219 Einwohner bzw. um 11,1 %.
Gemeinde Wilburgstetten
| Jahr      | 1818   | 1840   | 1852   | 1861   | 1867   | 1871   | 1875   | 1880   | 1885   | 1890   | 1895   | 1900   | 1905   | 1910   | 1919   | 1925   | 1933   | 1939   | 1946   | 1950   | 1961   | 1970   | 1987   | 2005 | 2011   | 2016   |
| Einwohner | 457    | 649    | 591    | 528    | 529    | 545    | 606    | 586    | 555    | 552    | 575    | 555    | 573    | 565    | 593    | 594    | 620    | 613    | 854    | 886    | 974    | 1171   | 1998   | 2139 | 2088   | 2138   |
| Häuser    | 81     | 81     |        |        |        | 105    |        |        | 114    | 129    |        | 118    |        |        |        | 128    |        |        |        | 149    | 202    |        | 563    |      | 683    | 697    |
| Quelle    | [ 19 ] | [ 20 ] | [ 21 ] | [ 22 ] | [ 23 ] | [ 24 ] | [ 25 ] | [ 26 ] | [ 27 ] | [ 28 ] | [ 21 ] | [ 29 ] | [ 21 ] | [ 30 ] | [ 21 ] | [ 31 ] | [ 21 ] | [ 21 ] | [ 21 ] | [ 32 ] | [ 15 ] | [ 33 ] | [ 34 ] |      | [ 35 ] | [ 35 ] |

Ort Wilburgstetten
| Jahr      | 001818 | 001840 | 001861 | 001871 | 001885 | 001900 | 001925 | 001950 | 001961 | 001970 | 001987 | 002005 | 002015 |
| Einwohner | 400    | 560    | 456 †  | 447    | 493    | 461    | 516    | 797    | 881    | 1073   | 1101   | *1375  | *1289  |
| Häuser    | 68     | 66     |        |        | 98     | 101    | 113    | 133    | 181    |        | 307    |        |        |
| Quelle    | [ 19 ] | [ 20 ] | [ 22 ] | [ 24 ] | [ 27 ] | [ 29 ] | [ 31 ] | [ 32 ] | [ 15 ] | [ 33 ] | [ 34 ] | [ 36 ] | [ 36 ] |

## Religion
Wilburgstetten bildet in kirchlicher Hinsicht eine römisch-katholische Enklave inmitten einer protestantischen Region. Die katholische Kirchengemeinde St. Margareta untersteht dem Bistum Augsburg.
Die evangelischen Einwohner Wilburgstettens werden von St. Oswald und Ägidius (Mönchsroth) betreut und haben ihre Kirche im Gemeindeteil Greiselbach. Evangelische Gottesdienste finden einmal im Monat auch in der katholischen Kirche St. Margareta statt.

## Politik

### Gemeinderat
Zur Gemeinderatswahl 2020 trat ausschließlich die Bürger-Liste Walburgstetten an, die bei einer Wahlbeteiligung von 58,91 % alle 14 Sitze erhielt. Weiteres Mitglied und Vorsitzender des Gemeinderates ist der Erste Bürgermeister.

### Bürgermeister
Michael Sommer (CSU) kam bei der Bürgermeisterwahl am 15. Juni 2014 auf 65,8 % der Stimmen und wurde 2020 mit 96,03 % der Stimmen im Amt bestätigt.

### Wappen
| Wappen von Wilburgstetten | Blasonierung: „Gespalten; vorne in Rot ein aufrecht stehender goldener Rechen, hinten in Silber ein halbes blaues Mühlrad am Spalt.“                                                   |
| Wappen von Wilburgstetten | Wappenbegründung: Der Rechen stammt aus dem Wappen der Familie von Rechenberg, dem früheren Ortsadel. Das Mühlrad verweist auf die große Anzahl ehemaliger Mühlen am Ufer der Wörnitz. |

### Partnergemeinden
- Wittenbach in der Schweiz
- Aignan, ein Dorf in der Gascogne, Frankreich
- Kolín in der Tschechischen Republik

## Baudenkmäler

Kirche St. Margareta (vor der Turmerhöhung), Grimmeiß-Haus

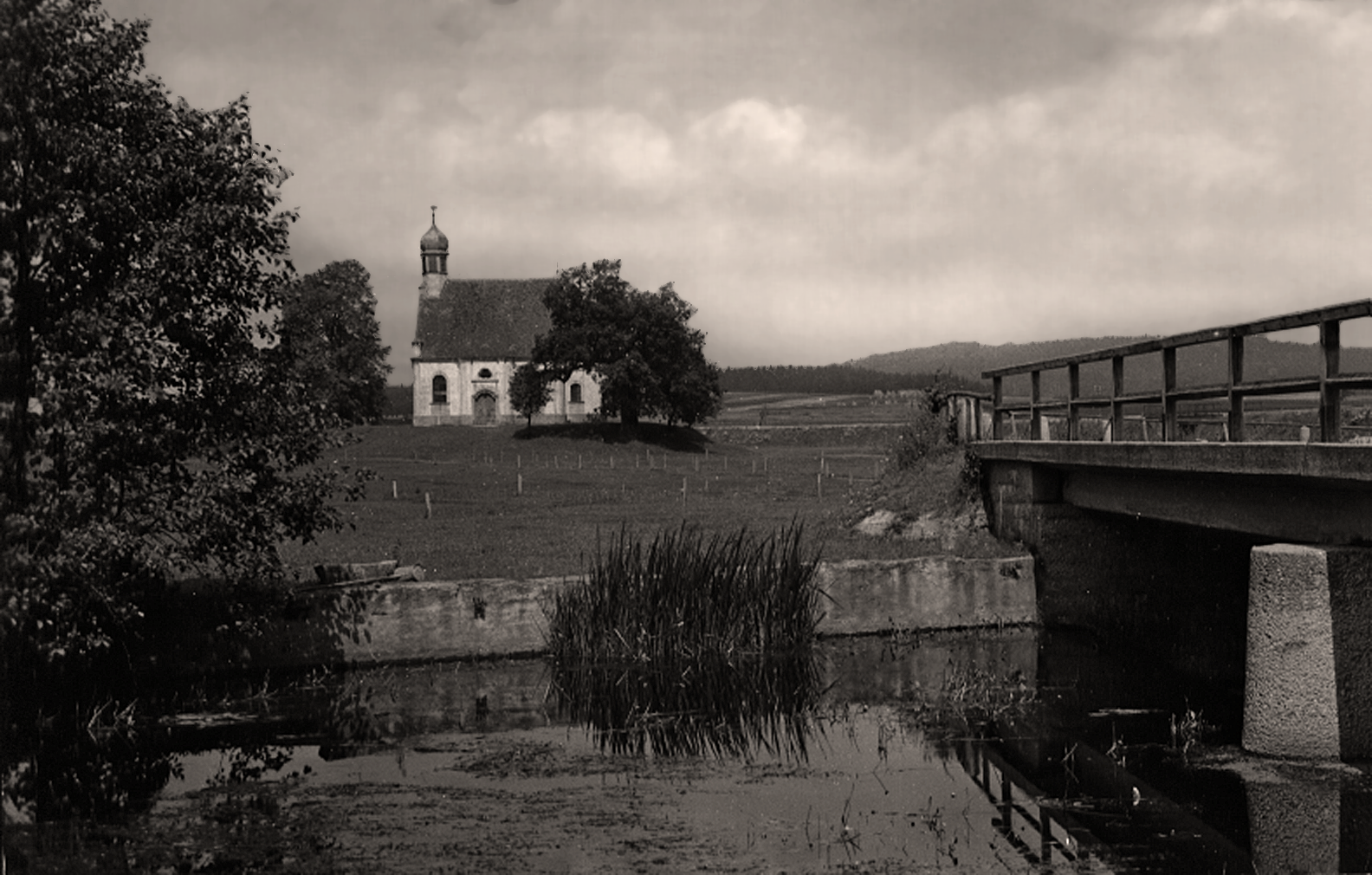
Heilig-Kreuz-Kapelle

- Katholische Kirche St. Margareta – Sie wurde ursprünglich als Eigenkirche der Ortsadeligen errichtet und der Margareta von Pisidien gewidmet, die der Legende nach im Jahre 304 den Märtyrertod starb. Die kleine Kirche, die ab 1602 nachweisbar ist, wurde 1779 auf die Maße des heutigen Querschiffes vergrößert. Um 1900 wurde das Gotteshaus durch einen im rechten Winkel angefügten Neubau erweitert und im farbenfrohen Stil der Neuromantik ausgeschmückt. Vier Versuche, den ursprünglichen Turm in Relation zur vergrößerten Kirche zu erhöhen, scheiterten. Erst im Jahre 2001 wurde – allerdings gegen den Willen des Denkmalamtes – der Turmschaft um über acht Meter aufgestockt und den veränderten Proportionen des Gesamtgebäudes angepasst. Dabei wurde das Satteldach von 1603 mit einem Autokran abgehoben und nach einigen Ausbesserungen wieder auf den gewachsenen Turmhals aufgesetzt.
- Heilig-Kreuz-Kapelle von 1745 auf dem ehemaligen Burghügel im Wiesengrund der Wörnitz. Es soll von dort angeblich einen unterirdischen Tunnel unter der Wörnitz hindurch zum Klösterle in Mönchsroth geben (nicht begehbar).
- Grimmeiß-Haus, ehemaliges Schulhaus
- Reststücke des Limes

## Wirtschaft und Infrastruktur

### Wirtschaft
Industrie (Bau und Holz) und Agrarwirtschaft dominieren in Wilburgstetten. Es sind aber auch Einzelhandel, Handwerk, Gaststättengewerbe und andere Dienstleistungsanbieter vorhanden.
Das holzverarbeitende Unternehmen Rettenmeier hat hier seinen Stammsitz.

### Fremdenverkehr
- großes Wanderwegenetz
- Wildgehege
- Sportgelände mit drei Tennisplätzen
- zahlreiche Bade- und Angelmöglichkeiten in den nahe gelegenen Weihern
- drei Pensionen und weitere private Übernachtungsmöglichkeiten

### Verkehr
Zu erreichen ist Wilburgstetten über die Bundesautobahn 6, Ausfahrten Aurach (35 km), Schnelldorf (21 km) und über die Bundesautobahn 7, Ausfahrt Dinkelsbühl-Fichtenau (20 km) oder Ausfahrt Ellwangen (23 km). Die Bundesstraße 25 führt nach Dinkelsbühl (7 km nordwestlich) führt bzw. nach Fremdingen (7,5 km südöstlich). Die Staatsstraße 2385 verläuft nach Mönchsroth (2,3 km westlich) bzw. nach Weiltingen (4,5 km östlich). Gemeindeverbindungsstraßen verlaufen nach Wolfsbühl (0,7 km südöstlich) und nach Wittenbach (1,4 km südwestlich).
An der Bahnstrecke Nördlingen–Dombühl besteht der Bahnhof Wilburgstetten, der bis 1985 im regelmäßigen Personenverkehr bedient wurde. Heute wird er noch von der Museumsbahn des Bayerischen Eisenbahnmuseums genutzt. Zudem findet auf der Strecke Güterverkehr, hauptsächlich zum örtlichen Holzwerk statt.
Der zunehmende Lkw-Verkehr auf der B 25, als Fluchtreaktion vor der Lkw-Maut, hatte in Greiselbach zu Protesten wegen des stark zugenommenen Lärms und Abgasen durch die Anwohner geführt (25. April 2007). Mittlerweile umgeht die B 25 den Ort.

### Radfernwege
Durch die Gemeinde führt der Deutsche Limes-Radweg. Er folgt dem Obergermanisch-Raetischen Limes über 818 km von Bad Hönningen am Rhein nach Regensburg an der Donau.

### Fernwanderwege
In Wilburgstetten endet der Limes-Wanderweg des Schwäbischen Albvereins, ein Teilabschnitt des Deutschen Limes-Wanderwegs. Fortgeführt wird der Deutsche Limes-Wanderweg durch den Limesweg des Fränkischen Albvereins.

## Söhne und Töchter der Gemeinde
- Raban Truchseß von Wilburgstetten (um 1295–1383), Fürstbischof von Eichstätt.
- Karl Konradin Lang (1911–2003), Chefarzt in Ravensburg und Markdorf[40]